# Ouveillan
Ouveillan (okzitanisch Auvelhan) ist eine Gemeinde mit 2635 Einwohnern (Stand 1. Januar 2022) im Nordosten des Départements Aude in der südfranzösischen Region Okzitanien.

## Lage
Ouveillan liegt auf etwa 28 Metern Höhe im Nordosten des Départements Aude, etwa 15 Kilometer (Fahrtstrecke) in nördlicher Richtung von Narbonne entfernt. Etwa 25 Kilometer östlich liegt Béziers. Die nächstgelegenen Badeorte sind Narbonne-Plage (30 Kilometer), Saint-Pierre-sur-Mer (28 Kilometer) oder Valras-Plage (38 Kilometer).

## Bevölkerungsentwicklung
| Jahr      | 1968 | 1975 | 1982 | 1990 | 1999 | 2007 | 2016 |
| Einwohner | 1921 | 1888 | 1861 | 1882 | 1913 | 2169 | 2376 |

## Wirtschaft
Wie in vielen Gebieten nahe der Mittelmeerküste Frankreichs wird auch in Ouveillan in großem Stil Weinbau betrieben. Im Weinbaugebiet Aude werden verschiedene Rebsorten angebaut, deren Trauben überwiegend als Tafel- oder Landweine (vins de pays) vermarktet werden, wenngleich es immer wieder einzelne Winzer gibt, die sich bemühen, die Qualität ihrer Weine zu optimieren. Im Ort gibt es eine Genossenschaftskellerei (Cave coopérative Vinicole), die auch für Besucher geöffnet ist; Weinproben (dégustations) sind möglich.
Darüber hinaus trägt der Tourismus ganz wesentlich zum wirtschaftlichen Leben der Gemeinde bei: Je nach Jahreszeit und individuellen Vorlieben sind Wanderungen, Badeurlaub oder Weintouren möglich. Aber auch Ausflüge in die etwa 25 bis 50 Kilometer weiter westlich gelegene Kulturlandschaft des Minervois, die zur Zeit der Albigenser eine nicht unbedeutende Rolle in Frankreich gespielt hat, sind möglich.

## Geschichte
Zur Geschichte von Ouveillan sind nur wenige Fakten bekannt bzw. veröffentlicht: Die Gründung von Ouveillan (villa oviliano) wird im 10. Jahrhundert vermutet, doch erst im 12. Jahrhundert wird der Ort befestigt (castrum Ovilhiaino). Von den Albigenserkreuzzügen (1209–1229), vom Hundertjährigen Krieg (1337–1453) und von den Hugenottenkriegen (1562–1598) scheint Ouveillan weitgehend unberührt geblieben zu sein.

## Sehenswürdigkeiten

### Kirche Saint-Jean l’Évangéliste
Ein Vorgängerbau ist urkundlich bereits im 10. Jahrhundert erwähnt; der heutige Kirchenbau stammt jedoch aus dem 12. Jahrhundert. Aufgrund der Größe und der architektonischen Ausgestaltung ist anzunehmen, dass es sich nicht um eine Pfarrkirche, sondern um eine Prioratskirche gehandelt hat. Das Langhaus der Kirche ist zwar nur einschiffig, es endet jedoch in einem Querhaus mit drei Apsiden, die im Äußeren durch Blendbögen gegliedert sind, die auf Pilastern aufruhen. Sowohl die Fensterbögen des Langhauses, als auch die der Apsiden werden von schmalen Bändern aus schwarzem Basaltgestein überfangen. In der klar gestalteten Westfassade finden sich gleich zwei schöne Basaltkreuze. Der Bau ist seit 1926 als Monument historique eingetragen.

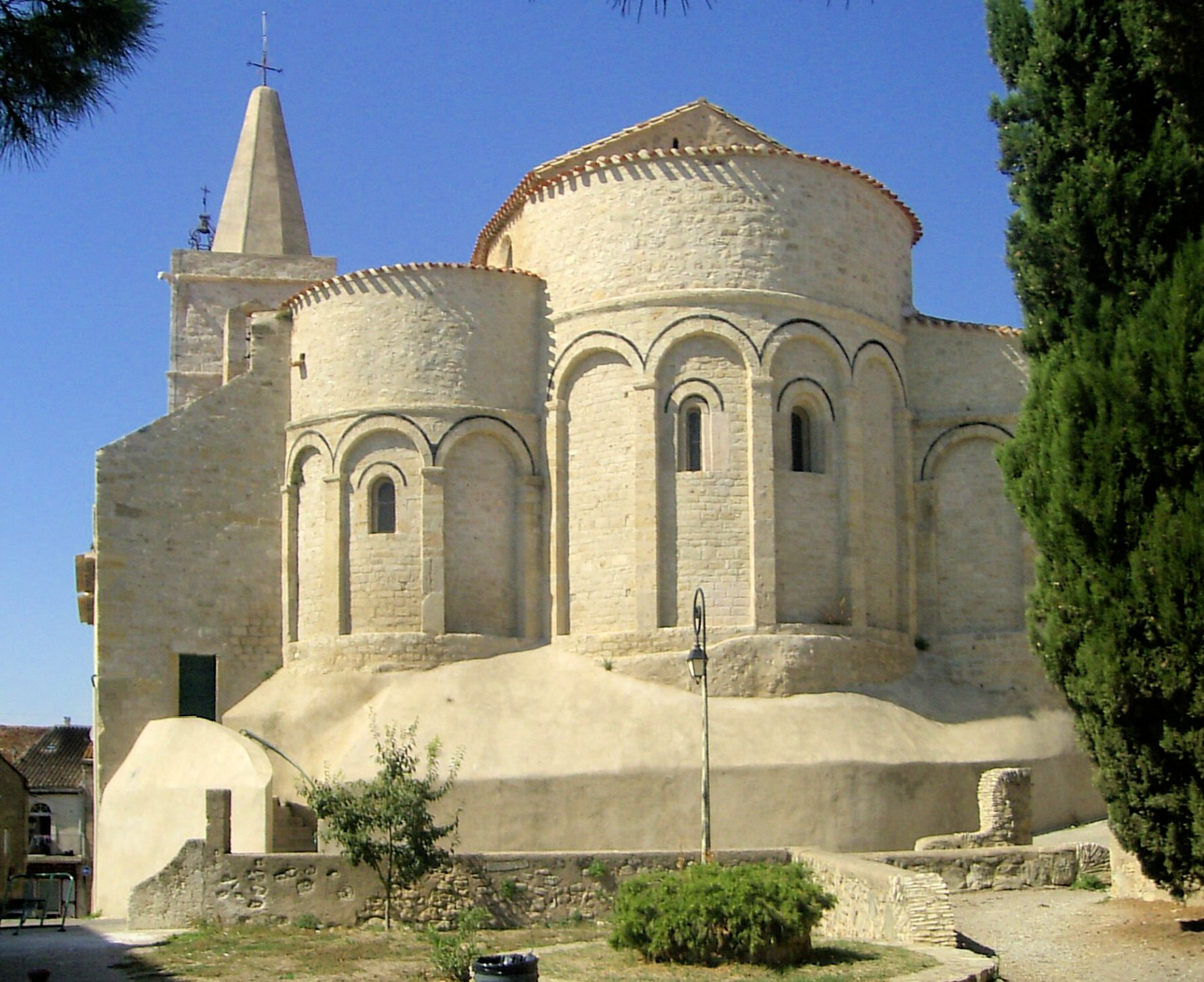
Apsis der Kirche
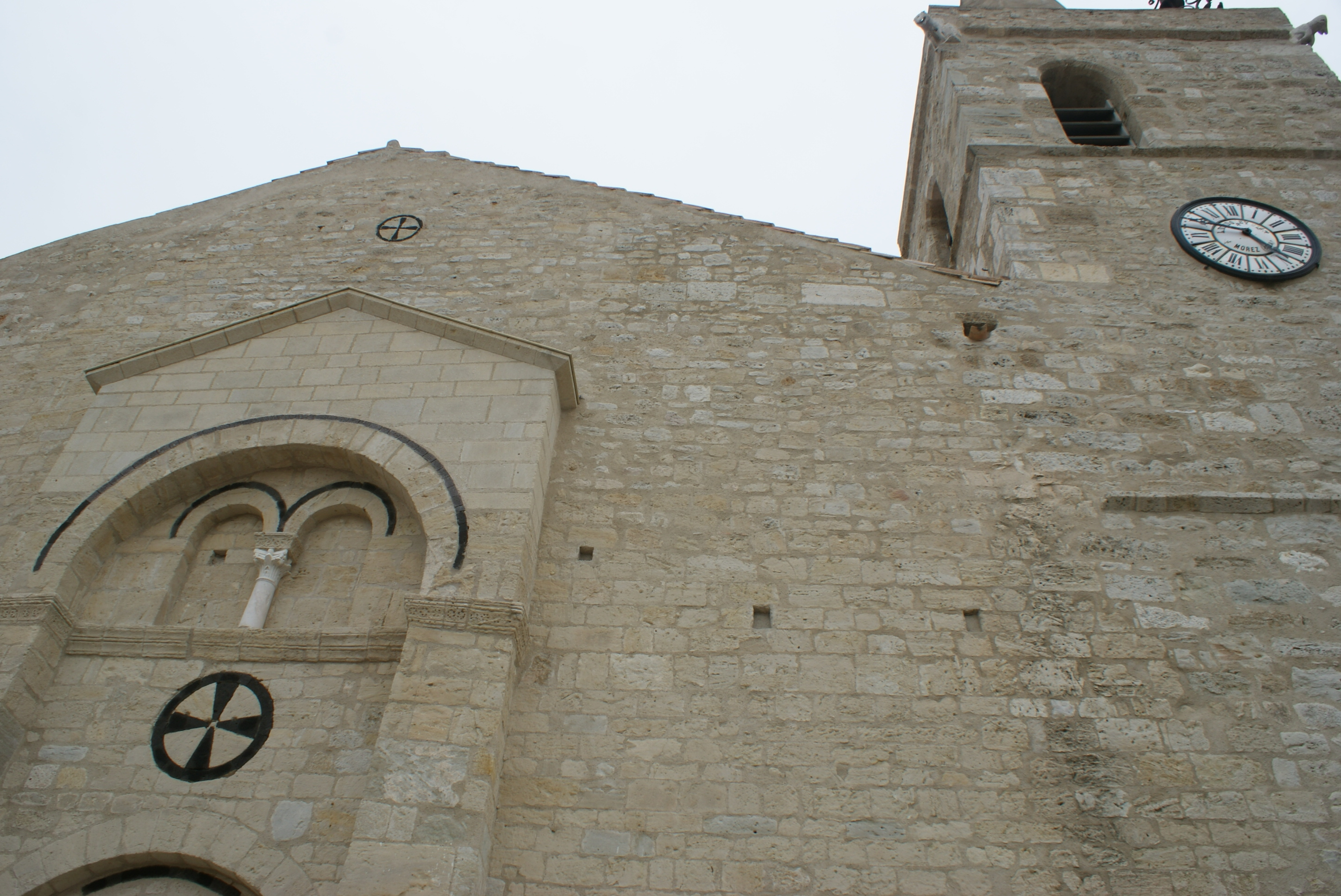
Westfassade
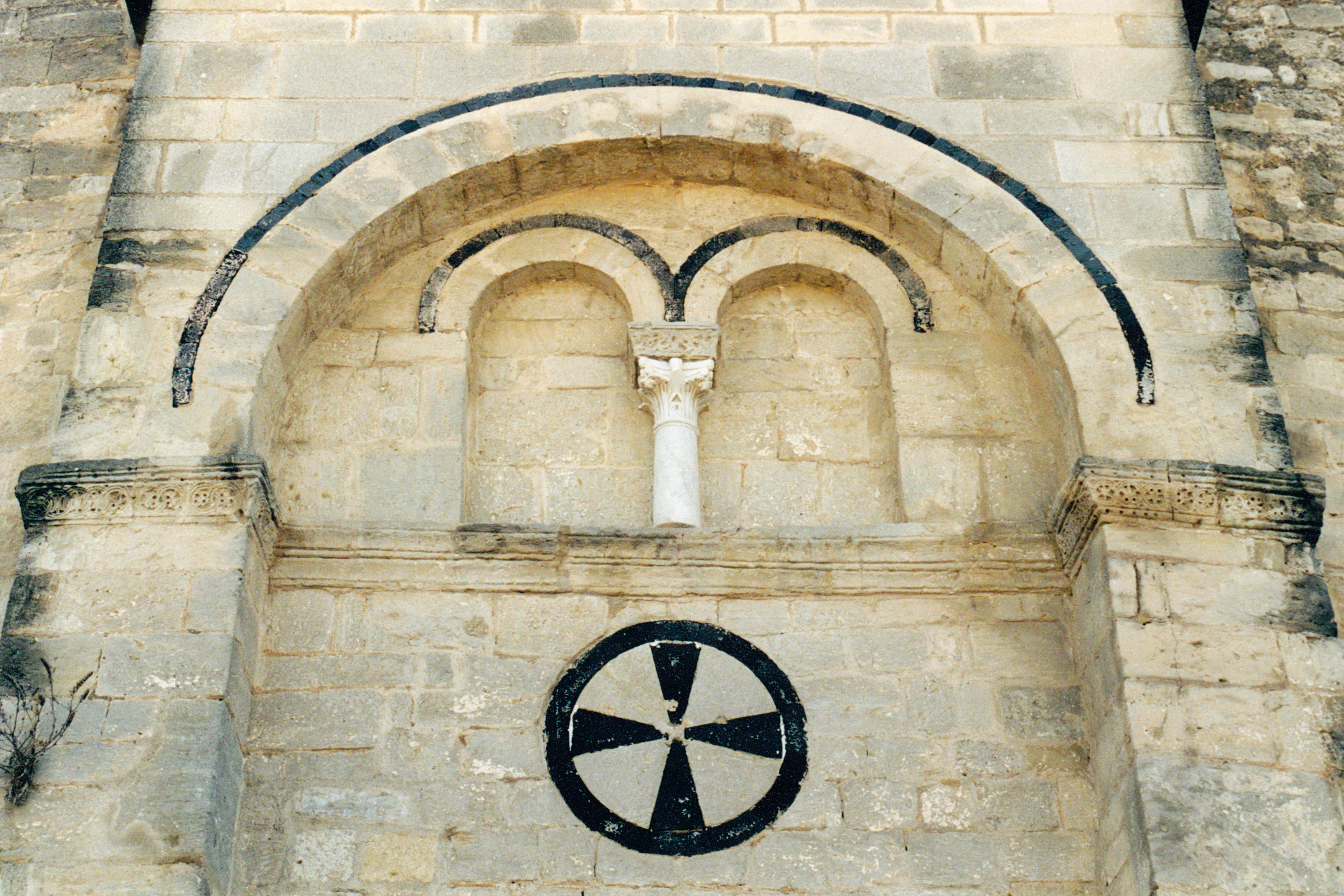
Basaltkreuz

### Zisterziensergut in Fontcalvy

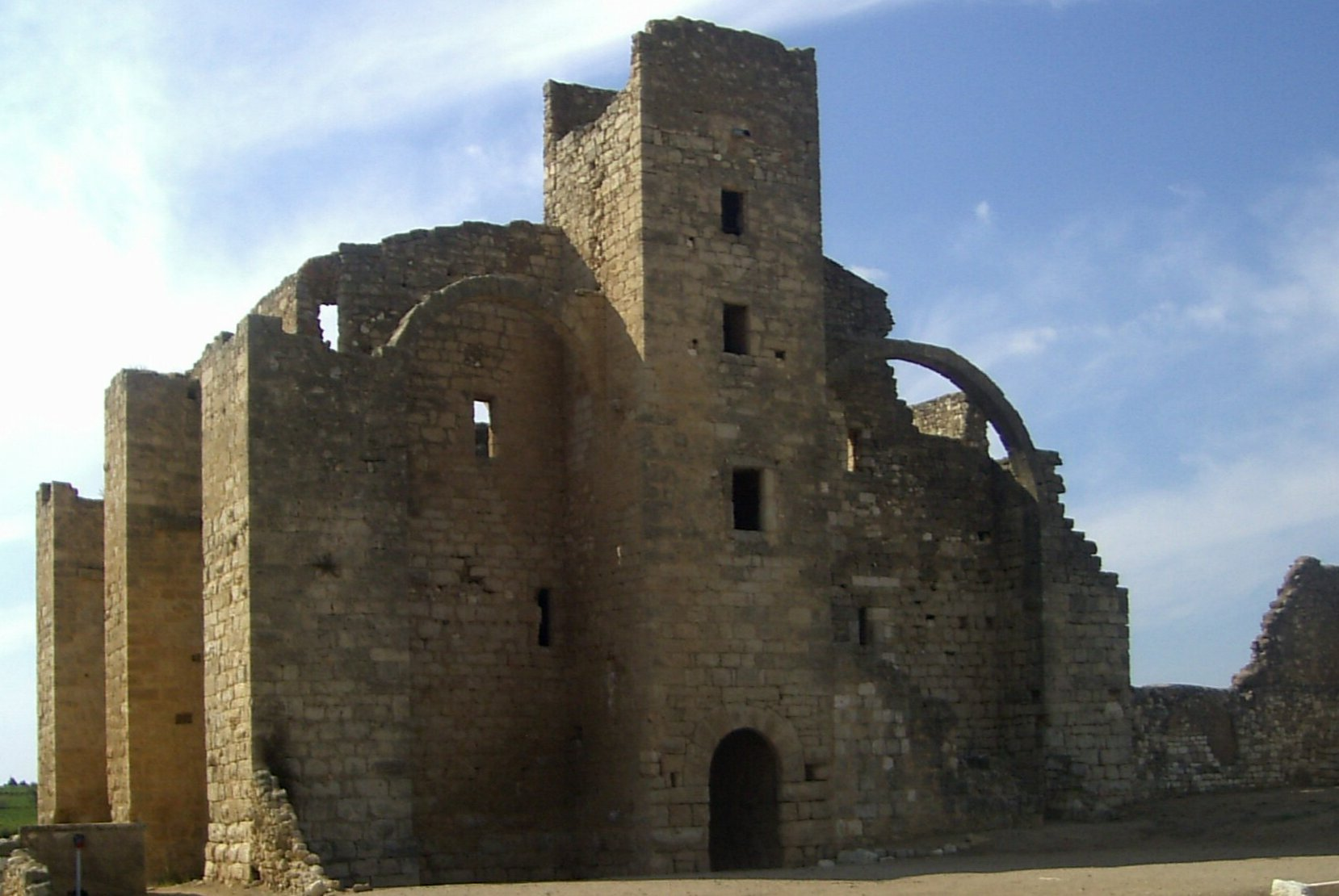
Grangie von Fontcalvy

Das Wirtschaftsgut (Grangie) der Abtei Sainte-Marie de Fontfroide in Fontcalvy, einem vier Kilometer südöstlich gelegenen Vorort von Ouveillan, gehört zu den wenigen erhaltenen Zeugnissen des Wirtschaftslebens des Zisterzienser-Ordens. Der hoch aufragende Steinbau, dessen Erdgeschoss als nächtlicher Stall für die Schafe und dessen Obergeschoss als Vorratslager für die Getreide-, Öl- und Weinvorräte genutzt wurde, gleicht einer Burg. Er musste denn auch in Kriegs- und anderen Notzeiten gegen Übergriffe von räuberischen Banden oder von Bauern der Umgebung verteidigt werden. Der einzige Zugang ist durch einen Turm mit Fensteröffnungen gesichert, der übrige Außenbau zeigt mehrere Schießscharten bzw. Lüftungsschlitze im unteren Bereich; erst darüber befinden sich Fensteröffnungen. Vor dem Gebäude befand sich ein – später hinzugefügter – ummauerter Hofbereich. Das Bauwerk wurde in den Jahren 1297 bis 1320 von Laienbrüdern (Konversen) des Ordens erbaut, die auch die Ländereien bewirtschafteten und jeden Sonntag die Wegstrecke zur Messe nach Fontfroide (etwa 20 Kilometer) zweimal zurücklegen mussten. Die imposanten Ruinen des Baues sind seit 1983 als Monument historique eingetragen.

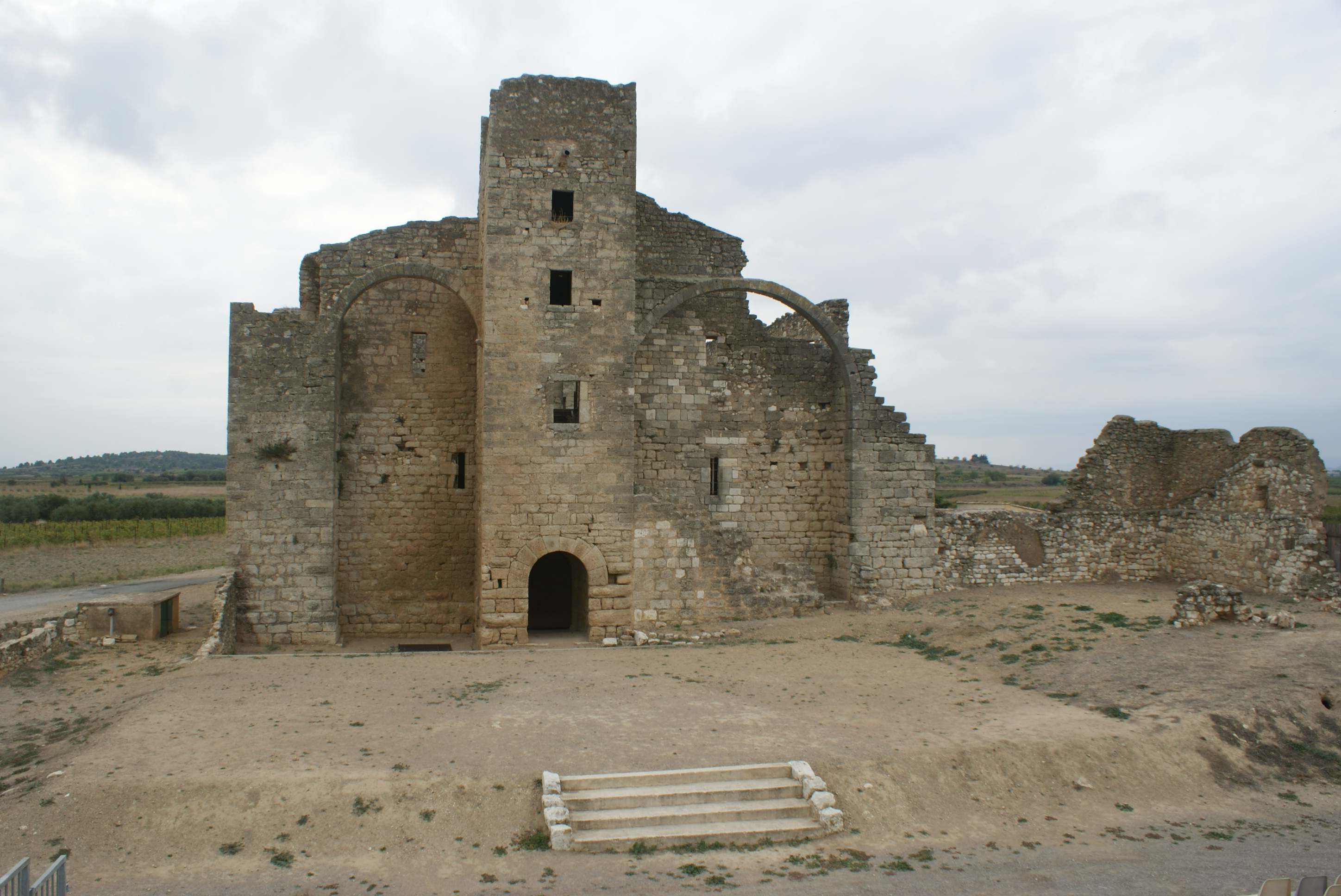
Ostseite
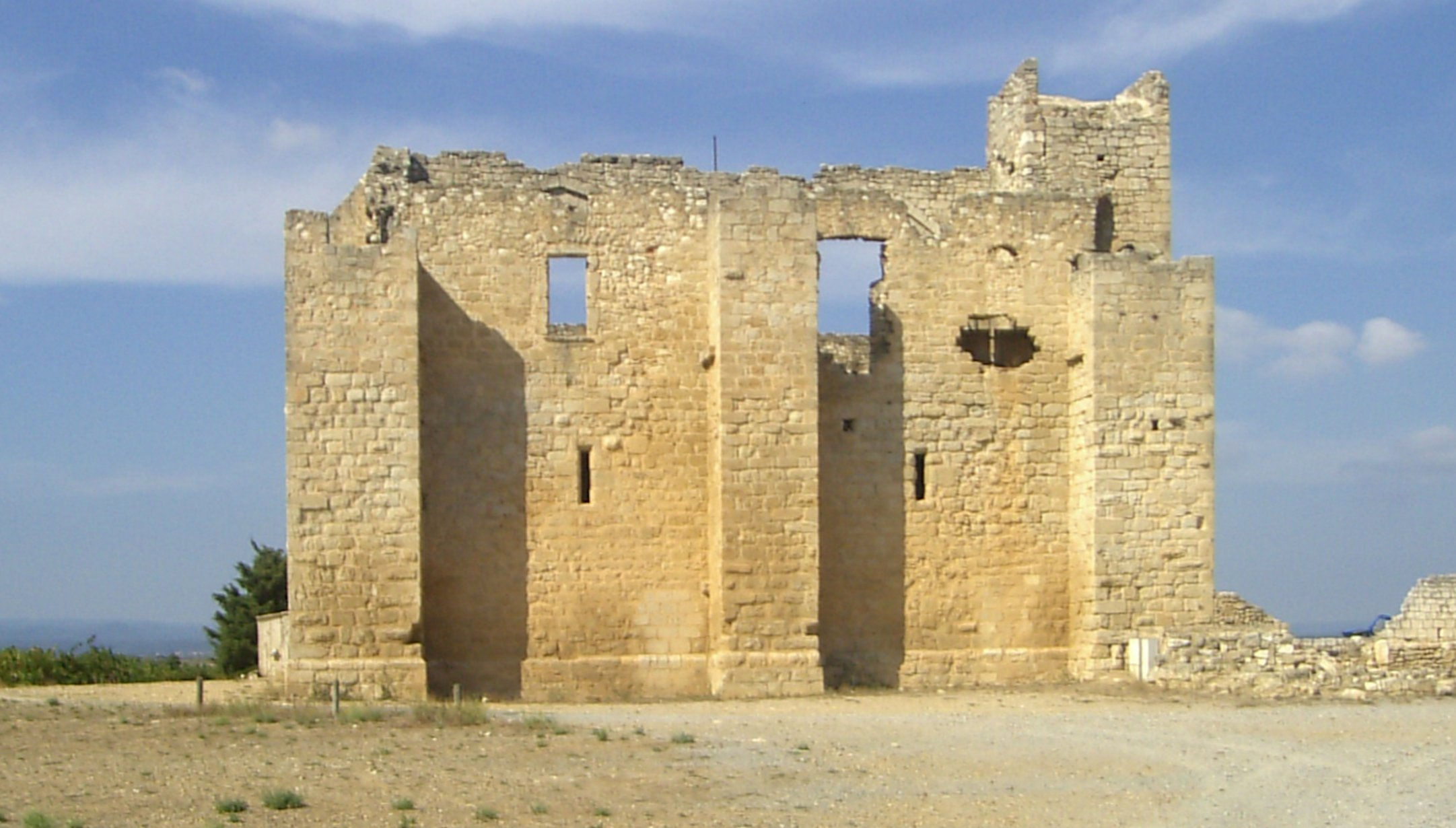
Südseite
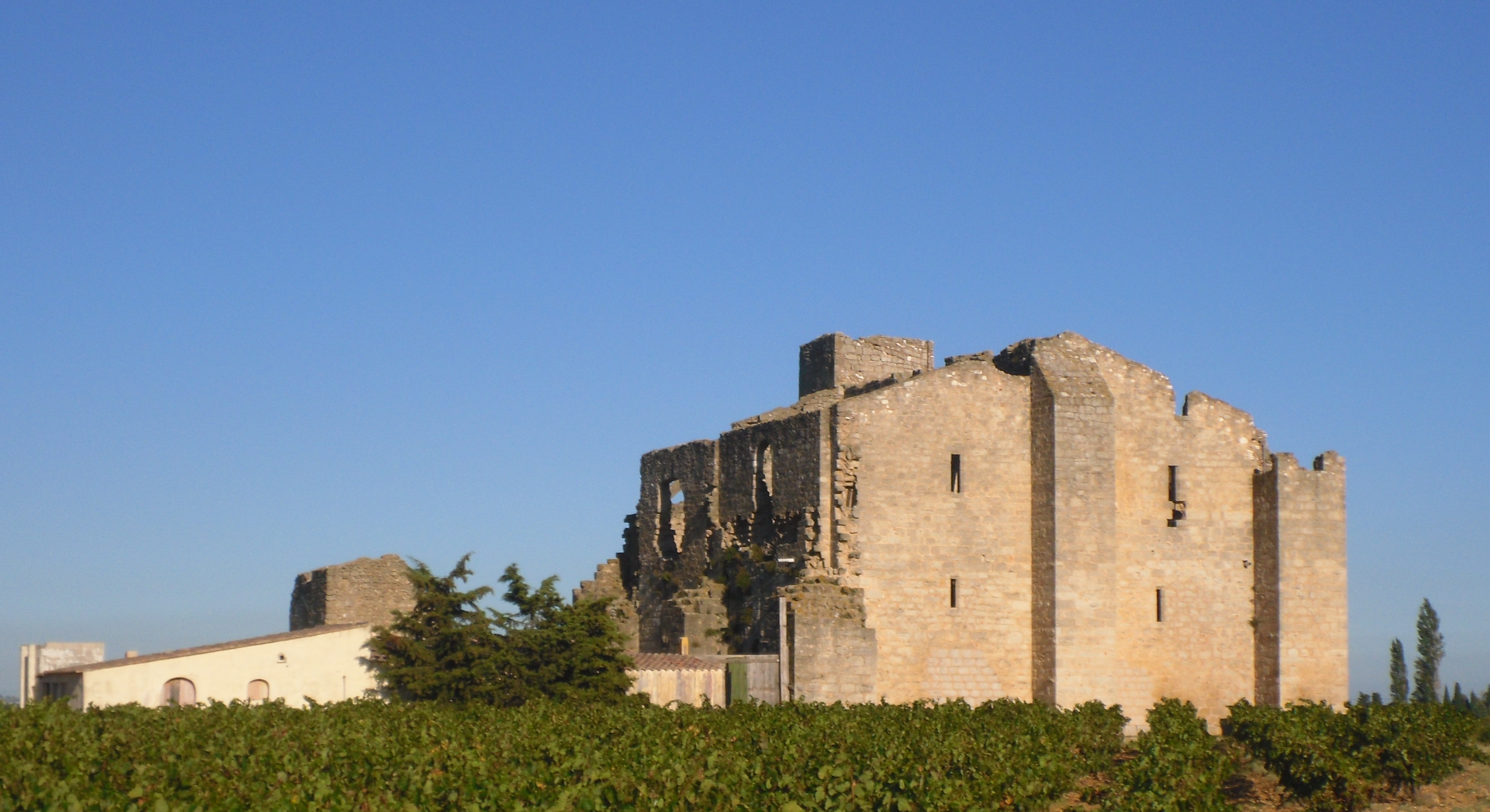
Westseite

### Sonstige
- Von zwei mittelalterlichen Burgen – eine in der Nähe des Küstensees (étang), die andere auf einem Hügel in der Nähe des Ortes – hat sich so gut wie nichts erhalten.
- Das Château du Terral, ein Herrensitz in historisierenden Formen von Ende des 19. Jahrhunderts, wurde im Jahr 2005 als Monument historique[3] anerkannt.

## Gemeindepartnerschaft
Mit der spanischen Gemeinde Fuente Álamo de Murcia in der Provinz und Region Murcia besteht eine Partnerschaft.